# Телекомуникације
Телекомуникације су област људске делатности која се бави преношењем знакова, сигнала, порука, речи, записа, слика и звукова или информације између два или више корисника на удаљеним местима, користећи жице, радио таласе, оптичке, или друге електромагнетне системе. Телекомуникације се увек користе у плуралу јер се говори о свим системима и технологијама које се користе за пренос информација. Реч телекомуникације се састоје од грчке речи теле (грч.τηλε) што значи далеко, удаљено и латинске речи communicare што значи делити. Дефиниција донесена на Међународној конвенцији о телекомуникацијама објашњава подручје које захватају телекомуникације: …сваки пренос одашиљања или пријема знакова, сигнала, писаних информација, слика, звука или свих врста обавести, остварених радио преносом, оптичким или неким другим електромагнетским сигналима и системима.
Телекомуникација се јавља када размена информација између учесника комуникације укључује употребу технологије. Преноси се путем преносног медијума, као што су физички медији, на пример, преко електричног кабла или преко електромагнетног зрачења кроз простор као што су радио или светлост. Такви преносни путеви често се деле на комуникационе канале који пружају предности мултиплексирања.

## Историја

#### Рани начини комуникација на даљину
Рани облици телекомуникација укључују димне сигнале и бубњеве. Бубњеви су се користили у Африци, Новој Гвинеји и Јужној Америци, док су димни сигнали били коришћени у Северној Америци и Кини.
У средњем веку, низови торњева на врховима брда су коришћени као начин за преношење поруке. Овакав пренос је имао ману да је могао допринесе само један знак информације. Један од познатих примера оваквог обавештавања је био током напада Шпанске армаде на Енглеску, када је низ торњева пренео сигнал од Плимута до Лондона.
Године 1792, француски инжењер Клод Шапе је саградио први фиксан систем за визуелну телеграфију (семафорска линија) између Лила и Париза. Међутим, ови семафори су захтевали обучене операторе и скупе торњеве на интервалима од десет до 30 km. Као последица употребе електричног телеграфа, последња комерцијална семафорска линија је напуштена 1880.
Први почеци слања електричним путем
Александар Бел је 1876. године патентирао телефон у САД-овом Уреду за патентирање под бројем патента 174.465. Његов апарат је слао сигнале путем жица. Никола Тесла је мислио да ће се тако трошити много ресурса да се спроведу жице и на свом предавању на Франклиновом институту, Филаделфија 23. фебруара 1893. године говорио о могућности преношења сигнала на бази електричне резонанције(бежичним путем). Михајло Пупин је две године касније дао и предлог о практичним решењу на Теслину идеју. Италијански научник и физичар, Гуљерлмо Маркони је први пренио радио талас преко Атлантског океана за што је 1909. године добио и Нобелову награду из области физике. Прије тога Самуел Морс је 24. маја 1844. године остварио пренос телеграфских сигнала, односно поруке у Морзеовој азбуци, из Вашингтона до Балтимора.

## Модерни медији

### Продаја опреме широм света
Према подацима које су прикупили Гартнер и Арк Техника продаја главне потрошачке телекомуникационе опреме широм света у милионима јединица је била:
| Опрема / година  | 1975 | 1980 | 1985 | 1990 | 1994 | 1996 | 1998 | 2000 | 2002 | 2004 | 2006 | 2008 |
| ---------------- | ---- | ---- | ---- | ---- | ---- | ---- | ---- | ---- | ---- | ---- | ---- | ---- |
| Рачунари         | 0    | 1    | 8    | 20   | 40   | 75   | 100  | 135  | 130  | 175  | 230  | 280  |
| Мобилни телефони | N/A  | N/A  | N/A  | N/A  | N/A  | N/A  | 180  | 400  | 420  | 660  | 830  | 1000 |

### Телефон
У телефонској мрежи позивач је повезан са особом с којом жели да разговара скретницама у разним телефонским централама. Скретнице формирају електричну везу између два корисника и подешавање тих склопки се одређује електронским путем када позивач позове број. Када је једном веза успостављена, глас позивача се трансформише у електрични сигнал помоћу малог микрофона у слушалици позивача. Затим се овај електрични сигнал преко мреже шаље кориснику на другом крају, где га мали звучник у телефонској слушалици претвара у звук.
Према подацима из 2015. године, фиксни телефони у већини стамбених домова су аналогни - то јест, говорников глас директно одређује напон сигнала. Иако се позивима на кратке удаљености може управљати од краја до краја као аналогним сигналима, све чешће пружаоци телефонских услуга транспарентно претварају сигнале у дигитални сигнал за пренос. Предност овога је у томе што дигитализовани гласовни подаци могу путовати упоредо са подацима с Интернета и могу се савршено репродуковати у комуникацији на велике даљине (за разлику од аналогних сигнала на које неминовно утиче бука).
Мобилни телефони имали су значајан утицај на телефонске мреже. Претплате за мобилне телефоне сада вишеструко надмашују претплате на фиксну мрежу на многим тржиштима. Продаја мобилних телефона у 2005. години износила је 816,6 милиона, при чему се та вредност готово подједнака на тржиштима Азије/Тихог океана (204 м), Западне Европе (164 м), CEMEA (Централна Европа, Блиски исток и Африка) (153,5 м), Северна Америка (148 м) и Латинска Америка (102 м). Што се тиче нових претплата током пет година почевши од 1999, Африка је надмашила друга тржишта с растом од 58,2%. Све чешће ове телефоне услужују системи где се гласовни садржај преноси дигитално, попут GSM или W-CDMA, при чему се многа тржишта одлучују да обуставе употребу аналогних система, као што је AMPS.
Дошло је и до драматичних промена у телефонској комуникацији иза сцене. Почевши са радом TAT-8 1988. године, деведесетих је дошло до широког прихватање система заснованих на оптичким влакнима. Предност комуникације с оптичким влакнима је у томе што нуде драстичан пораст капацитета преноса података. Сам ТАТ-8 је могао да обави 10 пута више телефонских позива него задњи бакарни кабл положени у то време и данашњи каблови од оптичких влакана могу да изврше 25 пута више телефонских позива од ТАТ-8. Ово повећање капацитета преноса података последица је неколико фактора. Прво, оптичка влакна су физички много мања од конкурентских технологија. Друго, она не испаштају од унакрсних интеракција, што значи да се неколико стотина њих лако може повезати у један кабл. И на крају, побољшања у мултиплексирању довела су до експоненцијалног раста капацитета података појединачног влакана.
Од помоћи комуникацији кроз многе модерне мреже оптичких влакана је протокол познат под називом Асинхрони трансферни мод (АТМ). АТМ протокол омогућава упореди пренос података. Он је погодан за јавне телефонске мреже, јер успоставља стазу за податке путем мреже и повезује уговор о саобраћају са датом стазом. Уговор о саобраћају у основи је уговор између клијента и мреже о начину на који мрежа треба да поступа са подацима; ако мрежа не може да испуни услове саобраћајног уговора, она не прихвата везу. Ово је важно јер телефонски позиви могу преговарати о уговору тако да им се гарантује константне брзина преноса, нешто што ће осигурати да глас позивача не буде успорен у деловима или потпуно одсечен. Постоје конкуренти за АТМ, попут Мултипротоколне замене натписа (MPLS), који обављају сличан задатак и очекује се да ће у будућности заменити АТМ.

## Телекомуникациони оператори
- Телекомуникациони оператори
- Мобилни оператори
- Интернет сервис провајдери
- Кабловски оператори

## Технологије
- Приступна мрежа
- Рутери
- Мултиплексери
- Модеми
- VoIP уређаји
- Мерни уређаји
- Софтвер
- Чипови

## ТВ-станице
- Фреквенцијски спектар
- Списак ТВ-станица
- Телевизија

## Радио-станице
- Фреквенцијски спектар
- Списак радио-станица
- Радио

## Скупови и манифестације
- InfoFest
- ТЕЛФОР
- Cebit
- WiMAX World

## Стандарди у телекомуникацијама
- IEEE Ethernet

## Спој рачунарске индустрије и телекомуникација
Стари модел по коме је један рачунар обављао све послове у некој организацији замењен је новим моделом где посао могу да обављају више међусобно повезаних рачунара. Такви системи су рачунарске мреже. Почеле су да се јављају 70-их и 80-их година и оне представљају спој рачунарске индустрије и телекомуникација јер рачунари унутар такве мреже могу међусобно да комуницирају (размењујући податке). Развој рачунарских мрежа и даље траје.
Због брзог напретка технологија, рачунарска индустрија и телекомуникације су се практично стопиле бришући разлике између прикупљања, преноса, складиштења и обраде података. Поред тога, нема више суштинске разлике између преноса података, звука и видеа. А разлике између једнопроцесорских и вишепроцесорских рачунара, као и различитих врста мрежа, постале су мање изражене.
Због све веће потребе данашњих организација за разменом података долази и до све већег преклапања рачунарске и телекомуникационе индустрије као и до развоја интегрисаних система који могу да преносе и обрађују све типове података и информација.